# Evelyne Buyle
Ne doit pas être confondu avec Evelyne Bouix.
Pour les articles homonymes, voir Buyle.
Evelyne Buyle est une actrice française, née le 3 juin 1948 au Perreux-sur-Marne.
Evelyne Buyle tient des seconds rôles au cinéma et à la télévision dans les années 1970 et 1980, notamment dans des films signés Michel Audiard. Nina Companeez lui donne quelques premiers rôles. Plus tard, dans les années 2000, elle connaît une nouvelle notoriété avec son rôle de Maryvonne de la série télévisée Louis la Brocante, aux côtés de Victor Lanoux.

## Biographie

### Famille
Evelyne Geneviève Emma Buyle naît le 3 juin 1948 au Perreux-sur-Marne,. Le 20 décembre 1968 dans la même commune, elle épouse Alain Jean Pierre Robichon dont elle divorce le 7 juillet 1972.

### Carrière d'actrice
Evelyne Buyle fait des études classiques au lycée de Saint-Maur-des-Fossés et, très jeune, fréquente les studios de cinéma où son père est technicien. Elle prend bientôt des cours d'art dramatique d'abord avec Pierre Debauche à la maison des jeunes et de la culture de Vincennes puis avec Maurice Escande et Béatrix Dussane, avec Jean-Laurent Cochet, avant d'entrer en 1967 à l'École de la rue Blanche (actuelle Ensatt) où elle travaille tout le répertoire et participe à tous les spectacles.
En 1970, elle est engagée par André Barsacq au théâtre de l'Atelier pour créer Un piano dans l'herbe de Françoise Sagan aux côtés de Daniel Ivernel, Françoise Christophe et Dominique Paturel. Elle apparaît pour la première fois sur grand écran en 1972 dans Les Malheurs d'Alfred de Pierre Richard. Au cours des années 1970 et 1980, elle obtient plusieurs seconds rôles notables au cinéma, jouant le plus souvent des jeunes femmes légères ou écervelées, comme dans Comment réussir quand on est con et pleurnichard et Bons baisers... à lundi de Michel Audiard, Bonjour l'angoisse de Pierre Tchernia ou Qu'est-ce qu'on attend pour être heureux ! de Coline Serreau. Dans un autre registre, elle tient le rôle féminin principal dans L'Ibis rouge de Jean-Pierre Mocky aux côtés de Michel Simon, Michel Serrault et Michel Galabru. À la même époque, la réalisatrice Nina Companeez fait d'Evelyne Buyle l'une de ses actrices fétiches : elle lui offre un premier rôle dans le film Comme sur des roulettes (1977) avec Francis Huster, le rôle de Julie dans le téléfilm Tom et Julie (1976), les séries Un ours pas comme les autres (1978) et surtout Les Dames de la côte (1979) où elle incarne Georgette Dora, une jeune fille pauvre qui, par désir d'une vie meilleure, devient courtisane et, minée par une relation passionnelle, finit par se suicider après avoir sombré dans la folie. Son interprétation très remarquée dans Les Dames de la côte contribue beaucoup à la faire connaitre du grand public.
Evelyne Buyle acquiert une plus grande notoriété à la fin des années 1990 et au cours des années 2000 avec la série Louis la Brocante dans laquelle elle joue, aux côtés de Victor Lanoux, le personnage de Maryvonne qu'elle décrit comme « une femme pleine d'humour, d'insouciance. […] Par sa gaieté, sa légèreté, son décalage aussi, elle dédramatise les crises ». « Voix fruitée, prunelle délicieuse et boucles vaporeuses, Evelyne Buyle est de ces comédiennes qui laissent leur empreinte. »
Elle s'illustre aussi dans de nombreuses pièces de théâtre à succès. Evelyne Buyle alterne scène nationale et théâtre privé sous la direction entre autres de Pierre Franck, Raymond Rouleau, Roger Planchon, Benno Besson, Bernard Murat, Claude Stratz, Jérôme Savary, Jean-Luc Moreau, Michel Fau, Catherine Hiegel, Stéphane Hillel. Au cours des années 2010, elle est également sollicitée pour de nombreux téléfilms dont Mort d'un président dans lequel elle incarne Claude Pompidou.
Aux côtés de Jean-Pierre Bacri, en 2017, elle reçoit un Molière pour son interprétation de Bélise dans Les Femmes savantes de Molière, mis en scène par Catherine Hiegel. Dans le programme du spectacle, elle écrit : « Depuis longtemps, je désire incarner Bélise, éternelle jeune fille fantasque amoureuse de l'Amour. Jouer Les Femmes savantes dans l'écrin du théâtre de la Porte-Saint-Martin, c'est retrouver le plaisir de dire les vers de Molière, donner à voir que l'humanité a si peu évolué, pouvoir en rire et peut-être grandir. »

## Filmographie

### Cinéma
Contrairement aux informations des sites spécialisés,,,, Evelyne Buyle dément que sa première apparition au cinéma ait été dans le film Le Viager (1972) de Pierre Tchernia, où — d'après ces sites — elle jouait le rôle de « la jeune fille avec le militaire ».
- 1972 : Les Malheurs d'Alfred de Pierre Richard : Lucrèce
- 1973 : L'Histoire très bonne et très joyeuse de Colinot trousse-chemise de Nina Companeez
- 1973 : Salut l'artiste d'Yves Robert : la débutante qui joue Bérenice
- 1974 : La Gueule de l'emploi de Jacques Rouland : Anne
- 1974 : Comment réussir quand on est con et pleurnichard de Michel Audiard : Marie-Josée
- 1974 : Bons baisers... à lundi de Michel Audiard : Zaza Colibri, la maîtresse de Bob
- 1975 : L'Ibis rouge de Jean-Pierre Mocky : Evelyne Viliers
- 1977 : Servante et maîtresse de Bruno Gantillon : Christine
- 1977 : Comme sur des roulettes de Nina Companeez : Louise-Jacynthe Leblanc
- 1977 : La Vie parisienne de Christian-Jaque : la gantière, Gabrielle
- 1978 : L'Horoscope de Jean Girault : Josy
- 1978 : Les réformés se portent bien de Philippe Clair : Christine
- 1979 : La Ville des silences de Jean Marbœuf : la femme entretenue
- 1981 : Le Roi des cons de Claude Confortès : Daisy
- 1982 : Qu'est-ce qu'on attend pour être heureux ! de Coline Serreau : Jean Harlow
- 1986 : Rosa la rose, fille publique de Paul Vecchiali : Trente-cinq
- 1988 : Dandin de Roger Planchon : Claudine
- 1988 : Bonjour l'angoisse de Pierre Tchernia : Lily
- 1992 : L'Affût de Yannick Bellon : Samantha
- 1992 : Tableau d'honneur de Charles Nemes : Geneviève Fournet
- 1998 : Bimboland d'Ariel Zeitoun : Gaëlle Bussy
- 2001 : Le Cœur sur la main de Marie-Anne Chazel (court-métrage) : la snob
- 2001 : Reines d'un jour de Marion Vernoux : Évelyne, la secrétaire
- 2002 : Filles perdues, cheveux gras de Claude Duty : Mme Pélissier
- 2002 : Irène d'Ivan Calbérac : Jacqueline
- 2003 : 18 ans après de Coline Serreau : Natacha
- 2004 : Une vie à t'attendre de Thierry Klifa : Candice
- 2004 : Les Parisiens de Claude Lelouch : la femme du train
- 2005 : Quand les anges s'en mêlent... de Crystel Amsalem : la tante
- 2006 : Le Héros de la famille de Thierry Klifa : Me Robineau
- 2013 : Max de Stéphanie Murat : la bourgeoise
- 2013 : Ouf de Yann Coridian : la mère de François
- 2014 : Benoît Brisefer : Les Taxis rouges de Manuel Pradal : Mme Adolphine
- 2018 : Le Retour du héros de Laurent Tirard : Mme Beaugrand
- 2018 : Place publique d'Agnès Jaoui : la maire de Saturnin
- 2020 : De Gaulle de Gabriel Le Bomin : Tante Richard
- 2020 : Les Apparences de Marc Fitoussi : Mme Belin
- 2023 : Mon crime de François Ozon : Simone Bernard
- 2023 : Sur la branche de Marie Garel-Weiss : Marguerite Dupré
- 2025 : De mauvaise foi d'Albéric Saint-Martin : La Comtesse
- 2025 : Doux Jésus de Frédéric Quiring : Sœur Charlotte

### Télévision
- 1971 : Au théâtre ce soir : Zoé de Jean Marsan, mise en scène de l'auteur, réalisation Pierre Sabbagh, théâtre Marigny
- 1972 : Les Enquêtes du commissaire Maigret : Maigret en meublé de Claude Boissol : Mlle Blanche
- 1973 : Molière pour rire et pour pleurer de Marcel Camus (feuilleton)
- 1974 : À dossiers ouverts de Claude Boissol (série) (épisode La Cordée)
- 1977 : Tom et Julie de Nina Companeez
- 1977 : Les Folies Offenbach de Michel Boisrond (feuilleton)
- 1978 : Un ours pas comme les autres de Nina Companeez (feuilleton)
- 1978 : Messieurs les ronds-de-cuir de Daniel Ceccaldi
- 1978 : Le Petit Théâtre d'Antenne 2 de Pierre Cavassilas (série) (épisode Cœur de bronze)
- 1979 : La Muse et la Madone de Nina Companeez
- 1979 : Les Dames de la côte de Nina Companeez (feuilleton)
- 1980 : C'est pas Dieu possible d'Edmond Tiborovsky
- 1980 : Le Vol d'Icare de Daniel Ceccaldi
- 1980 : Le Petit Théâtre d'Antenne 2 (série) (épisode L'Abîme)
- 1984 : Série noire de Jean-Pierre Decourt (série) (épisode Sa majesté le flic)
- 1986 : Grand Hôtel de Jean Kerchbron (série)
- 1986 : Comme un poisson sans bicyclette de Jean-Claude Charnay
- 1989 : Si Guitry m'était conté d'Alain Dhénaut et Yves-André Hubert (série) (épisodes Quadrille, Le veilleur de nuit et La jalousie)
- 1992 : Une maman dans la ville de Miguel Courtois
- 1995 : Les Frères Hardy
- 1995 : Les Maîtresses de mon mari de Christiane Lehérissey
- 1997 : La Bastide blanche de Miguel Courtois
- 1998 : Dossier : disparus (série) (épisodes Serge et Patrick, Benoît, Frère Jérôme et Cédric)
- 1998 - 2014 : Louis la Brocante de Jacques Rouzet et Pierre Sisser (série TV) : Maryvonne Roman, l'ex-femme de Louis Roman (44 épisodes)
- 2004 : Nicolas au pays des âmes de Patrice Martineau
- 2011 : Mort d'un président de Pierre Aknine : Claude Pompidou
- 2011 : Profilage (série, un épisode) de Julien Despaux
- 2013 : Crime d'État de Pierre Aknine : la journaliste Danièle Breem
- 2013 : La Rupture de Laurent Heynemann : Claude Pompidou
- 2014 : Famille et Turbulences d'Éric Duret : Jeanne
- 2014 : Mes grands-mères et moi de Thierry Binisti : Chantal
- 2016 : Qui sème l'amour... de Lorenzo Gabriele : Huguette
- 2016 : Le Mari de mon mari de Charles Nemes : Catherine

## Théâtre
- 1970 : Un piano dans l'herbe de Françoise Sagan, mise en scène André Barsacq, théâtre de l'Atelier
- 1975 : La Sirène de l'oncle Sam de Neil Simon, mise scène Emilio Bruzzo, théâtre Fontaine
- 1977 : Pygmalion de George Bernard Shaw, mise en scène Raymond Gérôme, théâtre de Paris
- 1981 : Thérèse Raquin d'Émile Zola, mise en scène Raymond Rouleau, théâtre de Boulogne-Billancourt
- 1987 : George Dandin de Molière, mise en scène Roger Planchon, TNP Villeurbanne
- 1988 : George Dandin de Molière, mise en scène Roger Planchon, TNP, tournée
- 1989 : Chacun a son idée de Luigi Pirandello, mise en scène Claude Stratz, théâtre national de Strasbourg
- 1995 : Le Tartuffe de Molière, mise en scène Benno Besson, théâtre de l'Odéon
- 1996 : Le Tartuffe de Molière, mise en scène Benno Besson, théâtre des 13 vents, théâtre de Vidy, Comédie de Saint-Étienne, tournée
- 1998 : Ardèle ou la Marguerite de Jean Anouilh, mise en scène Pierre Franck, théâtre de l'Atelier, théâtre des Célestins
- 2003 : L'Invité de David Pharao, mise en scène Jean-Luc Moreau, théâtre Édouard-VII
- 2004 : L'Invité de David Pharao, mise en scène Jean-Luc Moreau, théâtre des Mathurins
- 2005 : Une heure et demie de retard  de Gérald Sibleyras, mise en scène Bernard Murat, théâtre des Mathurins
- 2009 : Les Autres de Jean-Claude Grumberg, mise en scène Daniel Colas, théâtre des Mathurins
- 2012 - 2013 : Comme s'il en pleuvait de Sébastien Thiéry, mise en scène Bernard Murat, théâtre Édouard-VII
- 2016 : Une famille modèle de Ivan Calbérac, mise en scène Anne Bourgeois, théâtre Montparnasse
- 2016 : L'Invité de David Pharao, mise en scène Jean-Luc Moreau, théâtre Montparnasse
- 2016 : Les Femmes savantes de Molière, mise en scène Catherine Hiegel, théâtre de la Porte-Saint-Martin
- 2017-2018 : Ramsès II de Sébastien Thiéry, mise en scène Stéphane Hillel, théâtre des Bouffes-Parisiens
- 2021 : L'Importance d'être Constant d'Oscar Wilde, mise en scène Arnaud Denis, théâtre Hébertot

## Doublage
- 1980 : doublage de Shelley Duvall dans Shining de Stanley Kubrick.

## Distinctions

### Décorations
- Chevalière de l'ordre des Arts et des Lettres le 17 janvier 2013[11].

### Récompense
Aux Molières 2017, elle reçoit le Molière de la comédienne dans un second rôle pour Les Femmes savantes, mise en scène de Catherine Hiegel.